# Liste du patrimoine mondial en Suisse
Cet article recense les sites inscrits au patrimoine mondial en Suisse.

## Statistiques
La Suisse ratifie la Convention pour la protection du patrimoine mondial, culturel et naturel le 17 septembre 1975. Les premiers sites protégés sont inscrits en 1983.
En 2021, la Suisse compte 13 sites inscrits au patrimoine mondial, 9 culturels et 4 naturels.

## Listes

### Patrimoine mondial
Les sites suivants sont inscrits au patrimoine mondial.
| Site                                                                                         | Canton                        | Type                        | Date | Superficie (ha) | Lien | Notes | Coordonnées                                                       | Illus. |
| -------------------------------------------------------------------------------------------- | ----------------------------- | --------------------------- | ---- | --------------- | ---- | --- | ----------------------------------------------------------------- | ------ |
| Chemin de fer rhétique dans les paysages de l'Albula et de la Bernina                        | Grisons                       | Culturel (ii), (iv)         | 2008 | 152             | 1276 | Site transfrontalier commun avec l'Italie | 46° 29′ 53″ nord, 9° 50′ 46″ est                                  |        |
| Couvent bénédictin Saint-Jean-des-Sœurs à Müstair                                            | Grisons                       | Culturel (iii)              | 1983 | 2 036           | 269  | | 46° 37′ 44″ nord, 10° 26′ 53″ est                                 |        |
| Couvent de Saint-Gall                                                                        | Saint-Gall                    | Culturel (ii), (iv)         | 1983 |                 | 268  | | 47° 25′ 23″ nord, 9° 22′ 41″ est                                  |        |
| La Chaux-de-Fonds / Le Locle, urbanisme horloger                                             | Neuchâtel                     | Culturel (iv)               | 2009 | 284             | 1302 | | 47° 06′ 14″ nord, 6° 49′ 59″ est                                  |        |
| Lavaux, vignoble en terrasses                                                                | Vaud                          | Culturel (iii), (iv), (v)   | 2007 | 898             | 1243 | | 46° 29′ 31″ nord, 6° 44′ 46″ est                                  |        |
| L'œuvre architecturale de Le Corbusier, une contribution exceptionnelle au Mouvement Moderne | Genève, Vaud                  | Culturel (ii)(vi)           | 2016 | 98,4838         | 1321 | Site transfrontalier avec l'Allemagne, l'Argentine, la Belgique, la France, l'Inde et le Japon 2 sites en Suisse: Petite villa au bord du lac Léman et Immeuble Clarté. | 46° 28′ 06″ nord, 6° 49′ 45″ est 46° 12′ 01″ nord, 6° 09′ 23″ est |        |
| Sites palafittiques préhistoriques autour des Alpes                                          |                               | Culturel (iv), (v)          | 2011 | 274             | 1363 | Site transfrontalier commun avec l'Allemagne, l'Autriche, la France, l'Italie, et la Slovénie. 56 sites en Suisse. | 47° 16′ 41″ nord, 8° 12′ 29″ est                                  |        |
| Trois châteaux, muraille et remparts du bourg de Bellinzone                                  | Tessin                        | Culturel (iv)               | 2000 | 5               | 884  | | 46° 11′ 35″ nord, 9° 01′ 19″ est                                  |        |
| Vieille ville de Berne                                                                       | Berne                         | Culturel (iii)              | 1983 | 84 684          | 267  | | 46° 56′ 53″ nord, 7° 27′ 00″ est                                  |        |
| Alpes suisses Jungfrau-Aletsch                                                               | Berne et Valais               | Naturel (vii), (viii), (ix) | 2001 | 82 400          | 1037 | | 46° 30′ 00″ nord, 8° 01′ 59″ est                                  |        |
| Forêts primaires de hêtres des Carpates et d'autres régions d'Europe                         | Soleure, Tessin               | Naturel (ix)                | 2021 |                 | 1133 | Site transfrontalier avec l'Albanie, l'Allemagne, l'Autriche, la Belgique, la Bosnie-Herzégovine, la Bulgarie, la Croatie, l'Espagne, la France, l'Italie, la Macédoine du Nord, la Pologne, la Roumanie, la Slovaquie, la Slovénie, la Tchéquie et l'Ukraine. 2 sites en Suisse : Forêt du Bettlachstock, Réserves forestières du Val di Lodano, Busai et Soladino. | 47° 13′ 26″ nord, 7° 24′ 43″ est 46° 15′ 06″ nord, 8° 39′ 08″ est |        |
| Haut lieu tectonique suisse Sardona                                                          | Glaris, Grisons et Saint-Gall | Naturel (viii)              | 2008 | 32 850          | 1179 | | 46° 55′ 01″ nord, 9° 15′ 00″ est                                  |        |
| Site fossilifère du Monte San Giorgio                                                        | Tessin                        | Naturel (viii)              | 2003 | 1 089           | 1090 | Site transfrontalier commun avec l'Italie | 45° 53′ 20″ nord, 8° 54′ 50″ est                                  |        |

### Liste indicative
Avec l'inscription de l'œuvre de Le Corbusier en 2016, la Suisse ne compte plus aucun bien sur sa liste indicative.